# Cuspidina
La cuspidine és un mineral de la classe dels silicats que pertany al grup de la wöhlerita. El seu nom prové del mot grec cuspis, llança, per la forma característica dels seus cristalls maclats.

## Característiques
La cuspidine és un sorosilicat de fórmula química Ca₈(Si₂O₇)F₄. Cristal·litza en el sistema monoclínic en diminuts cristalls en forma de cap de llança. Presenta macles simples, lamel·lars i polisintètiques en {100}. La seva duresa a l'escala de Mohs és de 5 a 6.
Segons la classificació de Nickel-Strunz, la cuspidina pertany a «09.BE - Estructures de sorosilicats, amb grups Si₂O₇, amb anions addicionals; cations en coordinació octaèdrica [6] i major coordinació» juntament amb els següents minerals: wadsleyita, hennomartinita, lawsonita, noelbensonita, itoigawaïta, ilvaïta, manganilvaïta, suolunita, jaffeïta, fresnoïta, baghdadita, burpalita, hiortdahlita, janhaugita, låvenita, niocalita, normandita, wöhlerita, hiortdahlita I, marianoïta, mosandrita, nacareniobsita-(Ce), götzenita, hainita, rosenbuschita, kochita, dovyrenita, baritolamprofil·lita, ericssonita, lamprofil·lita, ericssonita-2O, seidozerita, nabalamprofil·lita, grenmarita, schüllerita, lileyita, murmanita, epistolita, lomonossovita, vuonnemita, sobolevita, innelita, fosfoinnelita, yoshimuraïta, quadrufita, polifita, bornemanita, xkatulkalita, bafertisita, hejtmanita, bykovaïta, nechelyustovita, delindeïta, bussenita, jinshajiangita, perraultita, surkhobita, karnasurtita-(Ce), perrierita-(Ce), estronciochevkinita, chevkinita-(Ce), poliakovita-(Ce), rengeïta, matsubaraïta, dingdaohengita-(Ce), maoniupingita-(Ce), perrierita-(La), hezuolinita, fersmanita, belkovita, nasonita, kentrolita, melanotekita, til·leyita, kil·lalaïta, stavelotita-(La), biraïta-(Ce), cervandonita-(Ce) i batisivita.

## Jaciments
La cuspidina va ser descoberta al mont Somma, a la província de Nàpols (Campània, Itàlia). També ha estat descrita a Alemanya, Àustria, el Brasil, el Canadà, França, els Estats Units, Grècia, l'Iraq, Irlanda, Israel, altres indrets d'Itàlia, el Japó, Namíbia, Nova Zelanda, Noruega, Palestina, Polònia, el Regne Unit, la República Democràtica del Congo, la República Txeca, Romania, Rússia, Sud-àfrica, Tanzània, Ucraïna i la Xina.
Sol trobar-se associada a altres minerals com: augita, hornblenda, diòpsid, grossulària, biotita, flogopita, monticel·lita, wol·lastonita, calcita, espinel·la, magnetita i perovskita.